# کازویا ناکایاما (بازیگر)
کازویا ناکایاما (انگلیسی: Kazuya Nakayama؛ زادهٔ ۱ ژانویهٔ ۱۹۵۶) بازیگر و تهیه‌کننده ژاپنی است که برای فیلم‌هایی مثل ایزو و آشوبگر به کارگردانی تاکاشی میکه شناخته می‌شود.